# Joaquim Agostinho (football)
Pour les articles homonymes, voir Joaquim Agostinho.
Joaquim Agostinho da Silva Ribeiro est un footballeur portugais né le 15 septembre 1975 à Paços de Ferreira. Il évoluait au poste d'ailier.

## Biographie
Il marque le seul but du Paris Saint-Germain lors des 32èmes de finale de la Coupe de France.

## Carrière
- 1993-1995 :  Vitória Guimarães
- 1995 :  Real Madrid Castilla
- 1996 :  FC Séville
- 1996-1997 :  UD Salamanca
- 1997-1998 :  UD Las Palmas
- 1998-2002 :  Málaga CF
- 2001-2002 : →  Paris Saint-Germain
- 2002-2003 :  Moreirense FC
- 2003-2004 :  Polideportivo Ejido
- 2004-2005 :  FC Felgueiras
- 2005-2007 :  Rio Ave FC
- 2007-2008 :  CA Valdevez
- 2008-2010 :  CF Palencia[2]